# Bosque tropical

Mapa de los bosques tropicales de acuerdo con su cobertura: Cerrado (selva), abierto (bosque seco/monzónico) y muy fragmentado (sabana arbolada).

Los bosques tropicales son aquellos bosques situados en la zona intertropical y que, consecuentemente, presentan clima tropical, y cuya vegetación predominante es de hoja ancha. Su temperatura promedio anual es, por lo general, superior a los 24 °C, y su humedad es muy variable. 
Según su pluviosidad los tipos de bosques tropicales son:
- el bosque tropical seco,
- el bosque tropical húmedo o lluvioso,
- el bosque tropical monzónico; y
- los bosques tropicales de inundación o humedales y manglares.

Algunos tipos de bosques tropicales son difíciles de categorizar. Si bien los bosques en áreas templadas se clasifican fácilmente sobre la base de la densidad de dosel de árboles, tales esquemas no funcionan bien en los bosques tropicales. No existe un esquema único que defina lo que es un bosque, en las regiones tropicales o en otros lugares. Debido a estas dificultades, la información sobre la extensión de los bosques tropicales varía según las fuentes. Sin embargo, los bosques tropicales son extensos y constituyen casi la mitad de los bosques del mundo.El dominio tropical tiene la mayor proporción de los bosques del mundo (45 por ciento), seguido por los dominios boreal, templado y subtropical.
En 2018 se perdieron más de 3,6 millones de hectáreas de bosque tropical virgen.

## Historia
Las selvas tropicales originales, que durante un periodo reciente cubrieron la superficie terrestre del planeta, eran el tipo de flora que cubría la Tierra en ese periodo. Otros bosques de dosel se expandieron de norte a sur del ecuador durante la época del Paleógeno, hace unos 40 millones de años, como resultado de la aparición de climas más secos y fríos.
La selva tropical se identificó originalmente como un tipo específico de bioma en 1949.

## Selva tropical

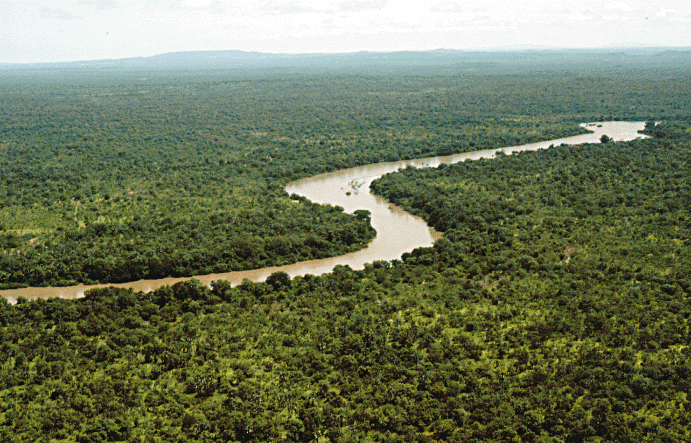
Bosque tropical lluvioso en Senegal

La selva tropical, ecuatorial o bosque lluvioso tropical o tropical húmedo es propio de las zonas tropicales/ecuatoriales en las que no existe una verdadera estación seca, pues se presentan lluvias todo o casi todo el año. No hay frentes, el calor origina tormentas convectivas todas las tardes y hay un ambiente siempre saturado de humedad. Las temperaturas son altas con oscilaciones diarias mayores que las oscilaciones anuales y la radiación solar es muy intensa, aunque solo un 2% llega al suelo.
Las selvas tropicales prácticamente se autoabastecen de agua. Las plantas liberan agua a la atmósfera a través de un proceso de transpiración. Esta humedad ayuda a que se forme la espesa nube que cubre la mayoría de las selvas tropicales. Incluso cuando no llueve, estas nubes mantienen la selva cálida y húmeda.

## Bosque tropical seco
Es el bosque de clima tropical de sabana y tropical seco, que presenta estación seca en el que la vegetación se adapta a largos períodos de aridez, durante los cuales la evaporación es muy activa. Los paisajes vegetales se empobrecen poco a poco y las formas xerófilas (adaptadas a la aridez) adquieren una importancia creciente a medida que se van aproximando a los dos trópicos o a las zonas ecuatoriales con escasas lluvias. Si bien este bosque es característico de sabanas arbóreas en las herbáceas hay predominio de los pastizales.
Se da en algunas de  las zonas tropicales en las que se alterna una estación lluviosa breve con una seca y a veces dos periodos de sequía. Al igual que los árboles de los bosques de las zonas templadas que dejan caer sus hojas durante el otoño y el frío invierno, los árboles de hoja caduca de los trópicos se despojan de las suyas durante la prolongada estación seca. En consecuencia, estos bosques que son tan verdes y exuberantes durante la época de lluvias, adquieren un aspecto seco en los meses de sequía, el aspecto estacional es similar al del bosque templado caducifolio, en donde el duro invierno es reemplazado por la temporada de sequía.
Su precipitación usual es de 1000 a 2000 mm anuales y en los bosques muy secos son inferiores a 1000, pudiendo llegar tan poco como 100 mm en el bosque seco ecuatorial peruano.

## Bosque monzónico
El bosque monzónico o selva monzónica es un bosque tropical estacional semiperenne de clima monzónico o húmedo-seco, con una estación muy lluviosa y una estación seca en la que algunos árboles pierden su follaje dependiendo de la severidad de la sequía. Con un promedio de 2000 mm de precipitación anual, es un bosque de transición entre el bosque seco y la selva húmeda.
A esta clase pertenecen bosques de India, Sureste de Asia, Centroamérica, México y Amazonas, se encuentran en climas tropicales húmedos con una estación seca prolongada (clima Aw), durante la cual algunos árboles pierden el follaje (según la duración y severidad de la sequía). El factor clave es la notable pulsación estacional de un volumen anual de lluvias bastante grande. Las temporadas de lluvia y sequía son aproximadamente iguales.
En un bosque estacional, los elevados árboles emergentes pierden su follaje durante la temporada de estiaje (de donde proviene el nombre de "semiperennes" o subperennifolio), aunque las palmas y otros árboles del dosel inferior lo conservan y se mantiene siempre verde el bosque debido a la persistencia de los estratos inferiores, así pues este bosque no llega a presentar el aspecto seco del bosque tropical seco durante la estación desfavorable. Los bosques tropicales estacionales tienen una riqueza de especies que solamente es superada por el bosque lluvioso tropical.

## Bosque tropical de inundación

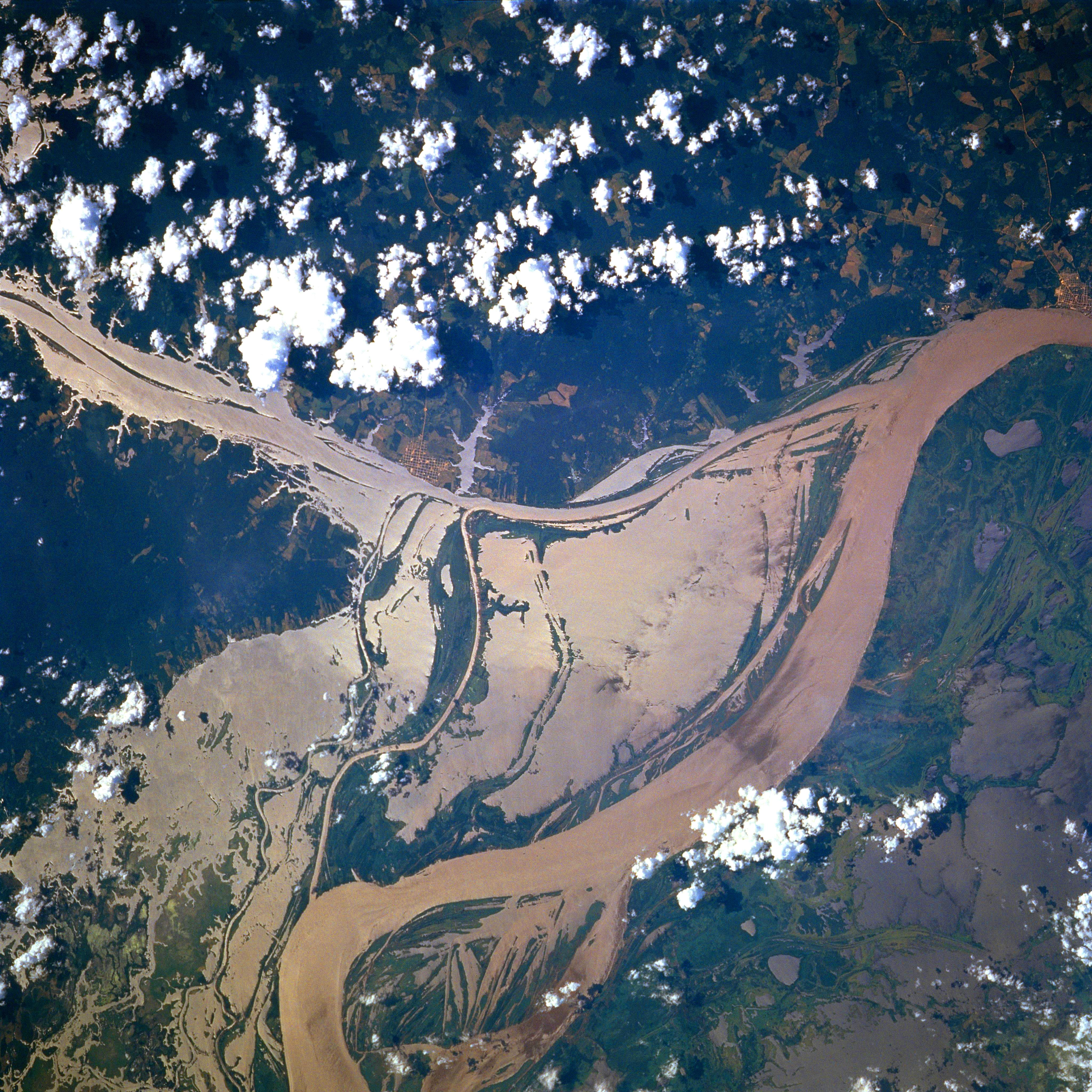
El río Amazonas rodeado de selva inundable

Los bosques de inundación son típicos de las zonas de clima tropical y se relacionan comúnmente con las selvas tropicales. Estos bosques son muy diferentes a los de tierra firme, que se encuentran en suelos bien drenados. Se caracterizan por tener una menor diversidad de árboles y un dosel menos desarrollado. En el río Amazonas, los bosques de inundación tienen altas densidades de árboles frutales, que atraen a un gran número de mamíferos. Algunos tipos de bosques de inundación:
- Selva inundable, riparia o de várzea, es la selva situada en llanura aluvial que se inunda estacionalmente con la crecida de los ríos. Sus suelos son relativamente ricos por la sedimentación continua que traen los ríos, por lo que están amenazados debido al uso agrícola. En el Amazonas, cada año más de 250.000 km² de selvas inundables son cubiertas por el agua que se desborda durante los meses lluviosos.[12]
- Selva pantanosa, que se encuentra permanente o casi permanentemente inundada. Presenta árboles cortos por la inestabilidad del suelo fangoso. Destaca la selva pantanosa del Congo occidental y el bosque igapó del Brasil.
- Manglar, bosque de mangles desarrollado en la zona intermareal de las costas con mar cálido.

## Esquema Global 200
El esquema Global 200, promovido por el Fondo Mundial para la Naturaleza, clasifica tres tipos principales de hábitats forestales tropicales (biomas), agrupando áreas tropicales y subtropicales:
- Bosques de coníferas tropicales y subtropicales, (Bosque subtropical de coníferas).
- Bosques latifoliados secos tropicales y subtropicales, (Bosque seco).
- Bosques latifoliados húmedos tropicales y subtropicales, (Pluvisilva).

Extensión de los bosques tropicales y subtropicales:

Regiones de bosques de coníferas (Bosque subtropical de coníferas)
regiones de bosques secos (Bosque seco)
regiones de bosques húmedos (Pluvisilva)

## Amenazas

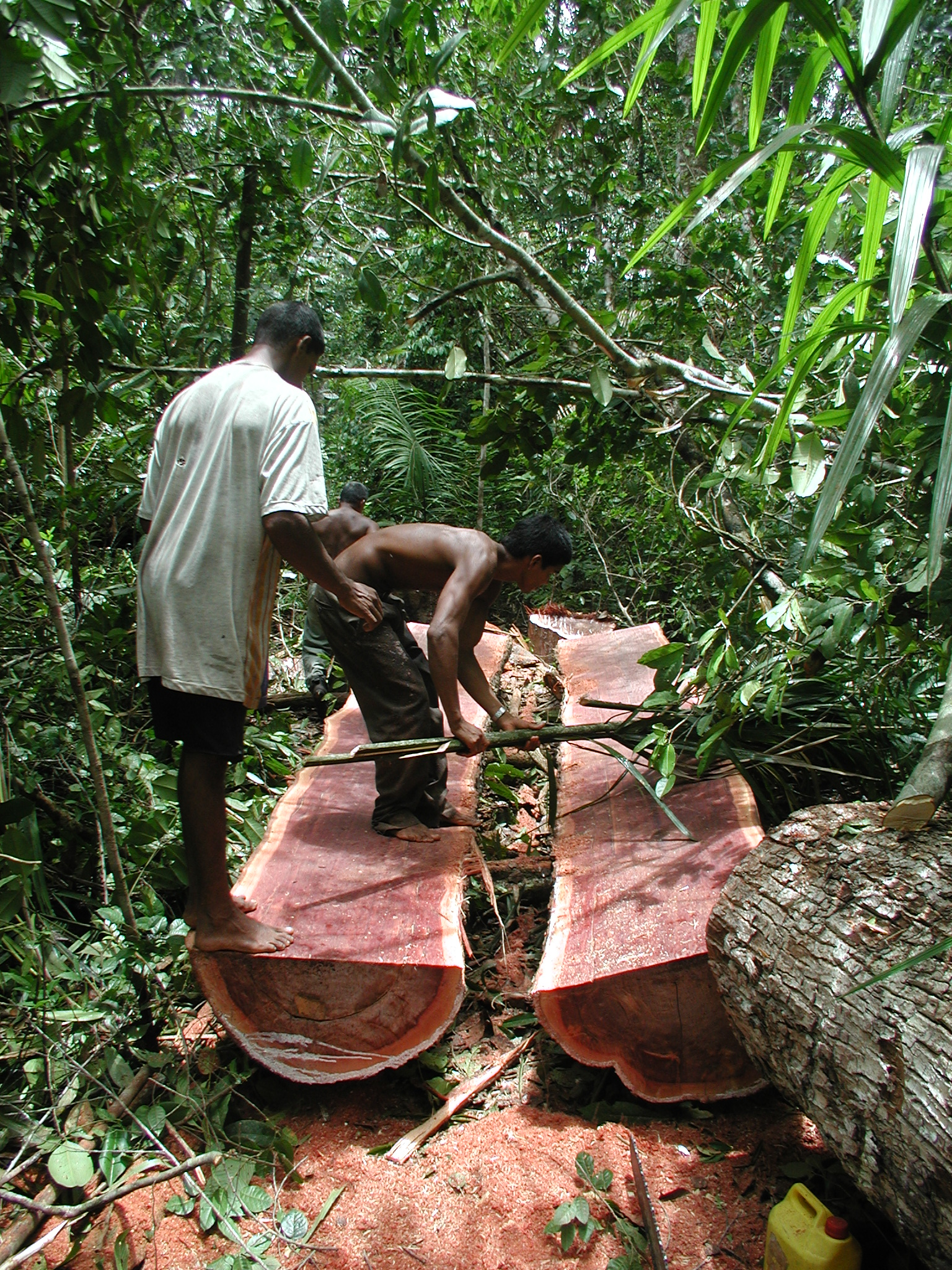
Explotación forestal para la obtención de grandes troncos en los "bulletwood" guyaneses cerca del Río Barbiezos, Guyana.

Varios bosques tropicales han sido designados Áreas Silvestres de Alta Biodiversidad (High-Biodiversity Wilderness Area), pero siguen sujetos a una amplia gama de perturbaciones, incluidas presiones más localizadas como la pérdida y degradación del hábitat y el cambio climático antropogénico.
Los estudios también han demostrado que el cambio climático en curso está aumentando la frecuencia e intensidad de algunos extremos climáticos (por ejemplo, sequías, olas de calor y huracanes) que, en combinación con otras perturbaciones humanas locales, están generando consecuencias ecológicas negativas sin precedentes para los bosques tropicales de todo el mundo. Todos los bosques tropicales han experimentado al menos algunos niveles de perturbación.
La deforestación actual en los puntos críticos de biodiversidad del norte y el sur de América, el África subsahariana, el sudeste asiático y el Pacífico, puede atribuirse a la exportación de productos básicos como: carne de res, soja, café, cacao, aceite de palma y madera; Se requieren "fuertes esfuerzos transnacionales... mejorando la transparencia de la cadena de suministro [y] la participación pública y privada".
Un estudio en Borneo describe cómo, entre 1973 y 2018, el bosque primario se había reducido del 76% al 50% de la isla, principalmente debido a los incendios y la expansión agrícola. Una opinión generalizada es que poner un valor a los servicios ecosistémicos que brindan estos bosques puede generar políticas más sostenibles. Sin embargo, se necesitan mecanismos claros de seguimiento y evaluación de los resultados ambientales, sociales y económicos.
Por ejemplo, un estudio en Vietnam indicó que los datos deficientes e inconsistentes combinados con la falta de recursos humanos e interés político (y, por lo tanto, la falta de apoyo financiero) están obstaculizando los esfuerzos para mejorar la asignación de tierras forestales y un plan de Pagos por Servicios Ambientales Forestales (Payments for Forest Environmental Services).

## Protección
Las soluciones propuestas para preservar y salvar los bosques tropicales son de dos niveles: el primer nivel consiste en medidas encaminadas a detener la reducción de las áreas forestales causada por la tala y el segundo nivel es la restauración de los recursos perdidos, particularmente a través de la reforestación.
La protección puede ser brindada por parques nacionales, o localmente por reservas naturales, en el marco de la Convención de Río sobre biodiversidad, ya que los países no lograron acordar en 1992, ni desde entonces, una convención internacional sobre la protección de los bosques. Algunas etiquetas ecológicas, como la del Forest Stewardship Council, también contribuyen a su protección cuando se aplican.
La plantación y conservación de bosques tropicales podría frenar el calentamiento global, mientras que la plantación de bosques en latitudes altas podría contribuir al calentamiento. De hecho, sólo los bosques tropicales son altamente beneficiosos para frenar el calentamiento global porque no sólo absorben dióxido de carbono sino que también pueden promover nubes que ayudan a enfriar el planeta. Sin embargo, según un estudio publicado en 2019 basado en observaciones del satélite Soil Moisture and Ocean Salinity (SMOS) entre 2010 y 2017, los bosques tropicales han perdido su papel como sumideros de carbono durante este período y podrían resultar neutrales o incluso emitir gases de efecto invernadero durante períodos de sequía. Los climatólogos estiman que si la selva amazónica perdiera entre el 20 y el 25% de su cubierta original, podría producirse el colapso del ecosistema, con varios miles de millones de toneladas de carbono liberadas a la atmósfera; lo que afectaría irreversiblemente los patrones de precipitaciones y empeoraría el calentamiento global, provocando una sequía global.
Las asociaciones de protección del medio ambiente trabajan para proteger los bosques tropicales. En particular, la asociación alemana Save the Forest trabaja por la preservación de los bosques tropicales y el respeto de los derechos de sus habitantes, a través de la movilización de los ciudadanos, organizando peticiones en línea.
A pesar de las medidas implementadas, en 2018 se destruyeron 12 millones de hectáreas de bosques tropicales (una superficie equivalente a la de un país como Nicaragua). Los países más afectados son Brasil, Indonesia, República Democrática del Congo, Colombia y Bolivia.
La reducción de la pobreza también desempeña un papel clave en la protección de los bosques tropicales porque es la pobreza la que impulsa a la población local a utilizar los recursos forestales para obtener ingresos o alimentos.
La explotación sostenible y razonada de los bosques tropicales es una herramienta de conservación alternativa y complementaria a la creación de parques nacionales o reservas naturales. La unidad de investigación Bosques y Sociedades del Centro de Cooperación Internacional en Investigación Agrícola para el Desarrollo (CIRAD, Centre de coopération internationale en recherche agronomique pour le développement) ofrece un análisis en profundidad de los impactos ambientales de la tala y explora formas de hacer que esta práctica sea más sostenible.